# Cyril Kongo
Cyril Phan, dit Cyril Kongo (ou simplement Kongo), né à Toulouse en 1969, est un artiste peintre français, appartenant au mouvement de l’art urbain (graffiti).

## Biographie
Né d’un père vietnamien et d’une mère française, Cyril Phan passe sa petite enfance au Vietnam, jusqu’à la chute de Saïgon en 1975. À l’adolescence, il vit plusieurs années à Brazzaville, en République du Congo, ce qui lui inspirera son nom d’artiste, Cyril Kongo,.
En 1986, il commence à poser sa marque en région parisienne, avec des tags. Il rejoint en 1988 le MAC crew, un collectif de graffeurs parisiens avec lesquels il peint de 1989 à 2001 des fresques monumentales reconnues par la scène internationale, en particulier aux États-Unis,, où il rencontre les piliers de la discipline new-yorkaise.
Le réalisateur ATN consacre à ces œuvres imposantes (dont un mur d'environ 50 mètres de longueur sur 8 mètres de hauteur) un documentaire, Trumac, de Paris à South-Bronx, dans lequel il filme le travail des graffeurs sur leurs murs depuis sa genèse jusqu'à son achèvement. Kongo apparaît aussi dans le film tourné en 2004 par le documentariste Marc-Aurèle Vecchione Writers, 20 ans de graffiti à Paris, 1983-2003.
En 2002, avec le MAC crew, Kongo lance Kosmopolite,, le premier festival international de graffiti en France, parrainé par la ville de Bagnolet où il réside. À l'été 2011, le festival en est à sa 10e édition. Ayant atteint son objectif premier, dissocier l'art graffiti de sa connotation de vandalisme, l'association Kosmopolite s'attache depuis 2011 à transmettre son savoir et l'histoire du mouvement en organisant des ateliers gratuits d'initiation aux arts urbains, dans un premier temps à destination des jeunes, et ensuite proposés aussi aux adultes,.
Grâce à l'atelier de Kosmopolite, Narvaland, Cyril Kongo passe, selon sa formule, « de la rue à l’atelier », (cf. page 30 de l'ouvrage qui lui est consacré). Ses œuvres sont présentées dans des galeries et dans des expositions. À partir de 2008, il s'associe à de grandes maisons pour la création d’objets de luxe signés Kongo.
Début 2020, une exposition lui est entièrement consacrée sur le toit de la Grande Arche de la Défense.
Cyril Phan est par ailleurs très présent dans différentes métropoles asiatiques : expositions à Shanghai, Taipei, Shenzhen, Hongkong, Hainan et Pékin ; il est représenté à Jakarta par D Gallerie où il expose régulièrement. Depuis 2019, un showroom à Singapour lui est consacré ; en septembre 2020, ouverture de la première galerie Cyril Kongo à Hanoï.
En 2021, il expose ses œuvres à Montmorillon dans la salle des Grandmontains. Cyril Kongo a été séduit par ce site, au cœur de la cité de l'écrit et des métiers du livre, qui offre une rencontre entre ses œuvres et cet écrin chargé d'histoire dédié à l'écrit.   

## Œuvres

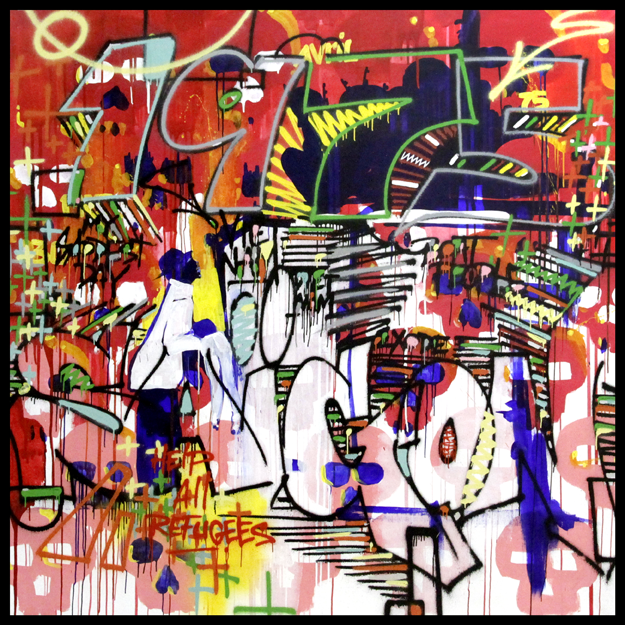
Saïgon, 2011, acrylique et aérosol sur toile, 200x200

L’art de Cyril Kongo, essentiellement basé sur le graffiti, lettrage stylisé, aux couleurs vives, réalisé à la peinture aérosol, s'inscrit donc dans la lignée writers du mouvement de l'art urbain.
Dans sa période art éphémère, Cyril Kongo peint de grandes fresques sur des murs et toutes sortes de supports, en région parisienne, mais aussi, au gré de ses voyages, dans tous les continents. Les seules traces restantes de son œuvre de cette époque sont des photos et des films.
À partir des années 2000, s'ouvre pour Kongo une nouvelle période : il commence à peindre sur des surfaces pérennes. En 2009, deux de ses œuvres sont présentées au Grand Palais dans le cadre de l’exposition Le tag au Grand palais, organisée par le collectionneur Alain-Dominique Gallizia. En 2011, repéré par le galeriste parisien Claude Kunetz, Cyril Kongo présente à la galerie Wallworks De la rue jaillit la lumière, sa première exposition personnelle. Elles se multiplient depuis, en France et à l’étranger,,,,. Une de ses œuvres orne le fronton de la Cité des Outre-mer.
Sa renommée grandissant, de grandes maisons du luxe font appel à son univers graphique : en 2011, il crée pour Hermès un carré de soie. En 2016, avec le cristallier Daum, une « bombe de peinture » en pâte de cristal et une montre, avec l’horloger Richard Mille. En 2018, il reçoit le Grand prix du design d'Architectural Digest pour l'une des six œuvres qu'il a peintes sur émail pour La Cornue, fabricant français de pianos de cuisine de luxe,. La même année, à la demande de Karl Lagerfeld, il crée des œuvres pour le défilé Chanel au Metropolitan Museum of Art à New-York. En 2021, Airbus s'associe à Cyril Kongo pour concevoir la cabine du jet privé ACJ TwoTwenty.